# Daran Norris

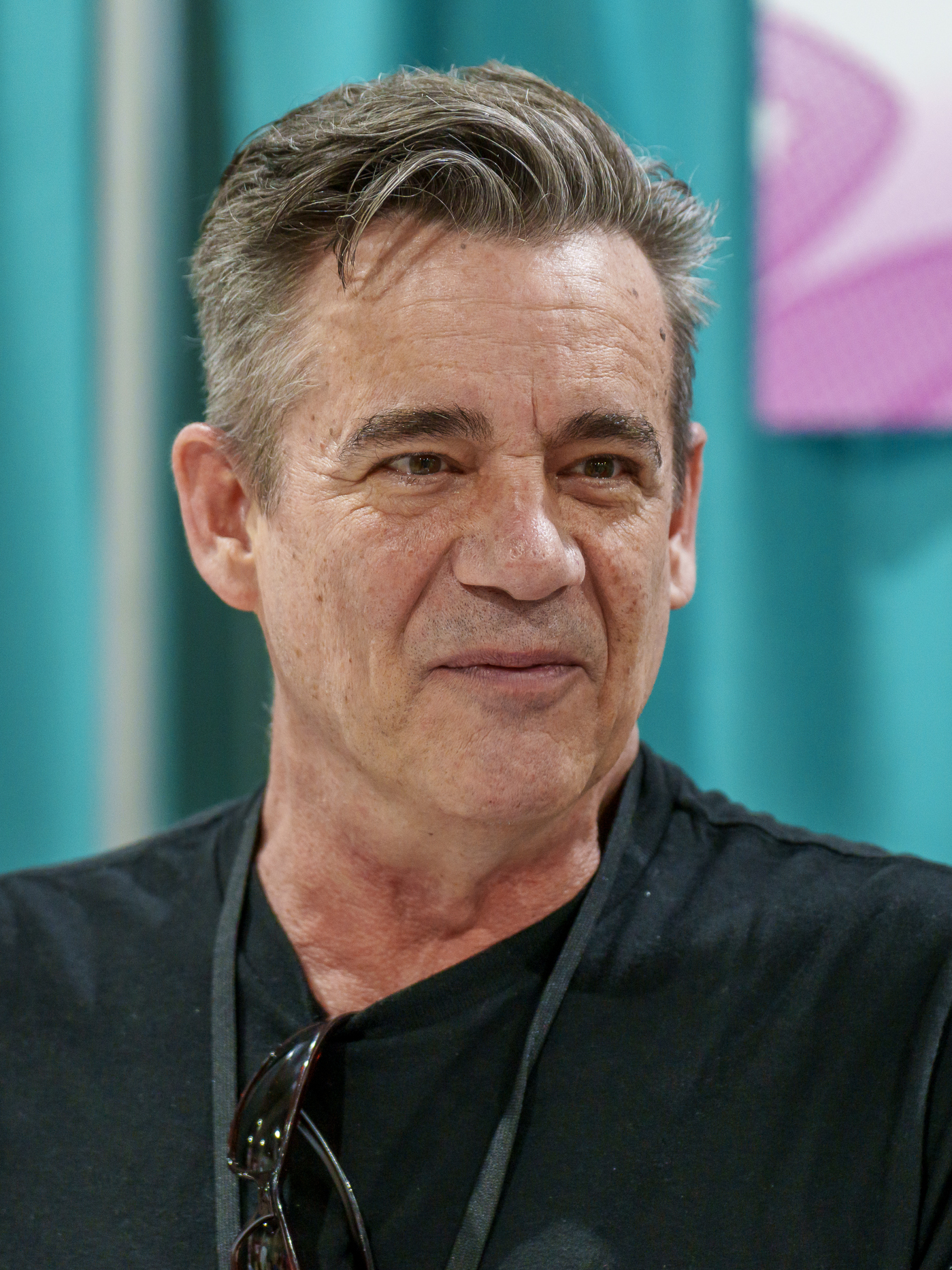
Daran Norris (2025)

Daran Norris Nordlund (* 1. November 1964 in Ferndale, Washington, auch unter den Pseudonymen Jack Hammer, James Penrod, Justin Shyder, Bob Thomas, Rob Thomas bekannt) ist ein US-amerikanischer Schauspieler und Synchronsprecher.
In der Teenagerserie Neds ultimativer Schulwahnsinn spielte er von 2004 bis 2007 als Hausmeister Gordy eine Hauptrolle. Norris synchronisiert viele Anime- und Zeichentrickfilme. Auch in vielen Computerspielen ist die Stimme von Daran Norris zu hören.

## Leben
Norris war bis 2012 mit der Schauspielerin Mary Elizabeth McGlynn verheiratet. Er ist seit 2021 mit dem Schauspieler Ray Garcia verheiratet.

## Filmografie (Auswahl)

### Als Schauspieler
- 1988: Hobgoblins
- 1989: Vice Academy
- 1991: Du bist ja ein Engel! (Earth Angel) (Fernsehfilm)
- 1998:  Komiker lieben anders (The Souler Opposite)
- 1998: Billy Frankenstein
- 1999: Becker (Fernsehserie, eine Folge)
- 1999: The Kid with X-ray Eyes
- 2001: In the Bedroom
- 2004–2007: Neds ultimativer Schulwahnsinn (Ned’s Declassified School Survival Guide) (Fernsehserie, 47 Folgen)
- 2004–2019: Veronica Mars (Fernsehserie, 21 Folgen)
- 2005: Keine Gnade für Dad (Grounded for Life) (Fernsehserie, eine Folge)
- 2008: Gym Teacher: The Movie (Fernsehfilm)
- 2010–2013: Big Time Rush (Fernsehserie, 27 Folgen)
- 2011: Desperate Housewives (Fernsehserie, eine Folge)
- 2011: Ein Cosmo & Wanda Movie: Werd’ erwachsen Timmy Turner! (A Fairly Odd Movie: Grow Up, Timmy Turner!)
- 2012: Cosmo & Wanda – Ziemlich verrückte Weihnachten (A Fairly Odd Christmas)
- 2014: Veronica Mars
- 2014: 100 Dinge bis zur Highschool (100 Things to Do Before High School) (Fernsehserie, zwei Folgen)
- 2015–2019: iZombie (Fernsehserie, zwölf Folgen)
- 2018: Die Thundermans (The Thundermans) (Fernsehserie, eine Folge)
- 2023: Der Killer (The Killer)
- 2025: Die Thundermans: Undercover (The Thundermans: Undercover) (Fernsehserie, zehn Folgen)

### Als Synchronsprecher
- 1979: Rupan sansei: Kariosutoro no shiro
- 1992: Bastard!!
- 2000: Dinosaur
- 2001: Der kleine Eisbär
- 2001–2017: Cosmo & Wanda – Wenn Elfen helfen (The Fairly OddParents)
- 2002: Super Santa in South Pole Joe
- 2002: Aunt Lisa
- 2003: Jimmy Neutron’s Nicktoon Blast
- 2003: What’s New, Scooby-Doo?
- 2005: Star Wars: Knights of the Old Republic II: The Sith Lords
- 2008: Ninja Gaiden 2
- 2010: T.U.F.F. Puppy
- 2010–2013: Transformers: Prime
- 2011: American Dad
- 2022: Cosmo & Wanda: Wenn Elfen weiterhelfen (The Fairly OddParents: Fairly Odder)